# Valkmusa Nationalpark
Valkmusa Nationalpark (finsk: Valkmusan kansallispuisto, svensk: Valkmusa nationalpark) er en nationalpark i Kymmenedal-regionen i Finland . Den blev etableret i 1996 og har et areal på 17 km².
Nationalparken består af sumpområder, en naturtype der der er rigt repræsenteret i det sydlige Finland. Mere end 30 forskellige sumptyper er registreret i området.
Parken har et varieret fugleliv. Karakteristiske arter for den sydlige fuglefauna, men der forekommer også nordlige arter, såsom dalrype og pileværling. Parken er et vigtigt rasteområde for trækfugle. Der er mange dagsommerfuglearter i området, heraf flere truede arter. Parkens symbolart er mose-løvmåler (Idaea muricata).